# Mistrzostwa Świata w Lekkoatletyce 2009 – bieg na 5000 m mężczyzn
Bieg na 5000 m mężczyzn to jedna z konkurencji rozegranych podczas XII mistrzostw świata w lekkoatletyce.
Wymagane minimum A do udziału w mistrzostwach świata wynosiło 13:20.00, natomiast minimum B - 13:29.00.
Eliminacje rozegrano 20 sierpnia 2009, zaś finał odbył się 23 sierpnia.

## Rekordy
| Rekord świata              | Kenenisa Bekele     | 12:37.35 | Hengelo, Holandia       | 31 maja 2004     |
| Rekord mistrzostw świata   | Eliud Kipchoge      | 12:52.79 | Paryż, Francja          | 31 sierpnia 2003 |
| Najlepszy czas w roku      | Kenenisa Bekele     | 12:56.23 | Rzym, Włochy            | 10 lipca 2009    |
| Rekord Afryki              | Kenenisa Bekele     | 12:37.35 | Hengelo, Holandia       | 31 maja 2004     |
| Rekord Azji                | Saif Saaeed Shaheen | 12:51.98 | Rzym, Włochy            | 14 czerwca 2006  |
| Rekord Ameryki Północnej   | Bob Kennedy         | 12:58.21 | Zurych, Szwajcaria      | 14 sierpnia 1996 |
| Rekord Ameryki Południowej | Marílson dos Santos | 13:19.43 | Kassel, Niemcy          | 8 czerwca 2006   |
| Rekord Europy              | Mohammed Mourhit    | 12:49.71 | Bruksela, Belgia        | 25 sierpnia 2000 |
| Rekord Australii i Oceanii | Craig Mottram       | 12:55.76 | Londyn, Wielka Brytania | 30 lipca 2004    |

## Minima kwalifikacyjne
| Minimum A | Minimum B |
| --------- | --------- |
| 13:20.00  | 13:29.00  |

## Harmonogram
| Data             | Godzina | Runda      |
| ---------------- | ------- | ---------- |
| 20 sierpnia 2009 | 18:55   | Eliminacje |
| 23 sierpnia 2009 | 16:25   | Finał      |

## Wyniki

### Eliminacje
| Pierwszy bieg | Pierwszy bieg          | Pierwszy bieg | Pierwszy bieg |
| Pozycja       | Zawodnik               | Czas          | Notes         |
| ------------- | ---------------------- | ------------- | ------------- |
| 1             | Kenenisa Bekele        | 13:19.77 (Q)  |               |
| 2             | Matthew Tegenkamp      | 13:19.87 (Q)  |               |
| 3             | Mohamed Farah          | 13:19.94 (Q)  |               |
| 4             | Vincent Kiprop Chepkok | 13:20.24 (Q)  |               |
| 5             | Jesús España           | 13:20.40 (Q)  |               |
| 6             | Chris Solinsky         | 13:20.64 (q)  |               |
| 7             | Joseph Ebuya           | 13:22.41 (q)  |               |
| 8             | Anis Selmouni          | 13:22.95 (q)  |               |
| 9             | Teklemariam Medhin     | 13:23.48 (q)  |               |
| 10            | Collis Birmingham      | 13:23.48 (q)  |               |
| 11            | Saif Saaeed Shaheen    | 13:26.35      |               |
| 12            | Geofrey Kusuro         | 13:28.48      | SB            |
| 13            | Ali Abdosh             | 13:36.52 (q)  |               |
| 14            | Daniele Meucci         | 13:37.79      |               |
| 15            | Etienne Bizimana       | 14:06.02      | PB            |
| 16            | Yuichiro Ueno          | 14:30.76      |               |
| 17            | Bayron Piedra          | Nie ukończył  |               |
| 18            | Juan Luis Barrios      | Nie ukończył  |               |
| 19            | Fabiano Joseph Naasi   | Nie ukończył  |               |

| Drugi bieg | Drugi bieg              | Drugi bieg   | Drugi bieg |
| Pozycja    | Zawodnik                | Czas         | Notes      |
| ---------- | ----------------------- | ------------ | ---------- |
| 1          | Moses Ndiema Kipsiro}   | 13:22.98 (Q) | SB         |
| 2          | Eliud Kipchoge          | 13:23.34 (Q) |            |
| 3          | James Kwalia            | 13:23.57 (Q) |            |
| 4          | Bernard Lagat           | 13:23.73 (Q) |            |
| 5          | Chakir Boujattaoui      | 13:23.83 (Q) |            |
| 6          | Bekana Daba             | 13:23.86     |            |
| 7          | Samuel Tsegay           | 13:26.78     |            |
| 8          | Morhad Amdouni          | 13:29.64     |            |
| 9          | Kidane Tadasse          | 13:30.85     |            |
| 10         | Alemayehu Bezabeh       | 13:33.52     |            |
| 11         | Evan Jager              | 13:39.80     |            |
| 12         | Hussain Jamaan Alhamdah | 13:44.59     |            |
| 13         | Alistair Ian Cragg      | 13:46.34     |            |
| 14         | Arne Gabius             | 13:49.13     |            |
| 15         | Moses Kibet             | 13:52.38     |            |
| 16         | Sergio Sánchez          | 13:53.51     |            |
| 17         | Marco Joseph            | 13:53.67     |            |
| 18         | Tonny Wamulwa           | 14:01.67     | SB         |
| 19         | Mohamed Ali Mohamed     | 14:34.62     | PB         |
| 20         | Omar Abusaid            | 15:14.88     | PB         |

PB = rekord życiowy, SB = najlepszy wynik zawodnika w sezonie

### Finał
| Pozycja | Zawodnik               | Narodowość        | Czas     | Notes |
| ------- | ---------------------- | ----------------- | -------- | ----- |
|         | Kenenisa Bekele        | Etiopia           | 13:17.09 |       |
|         | Bernard Lagat          | Stany Zjednoczone | 13:17.33 |       |
|         | James Kwalia           | Katar             | 13:17.78 |       |
| 4       | Moses Ndiema Kipsiro   | Uganda            | 13:18.11 | SB    |
| 5       | Eliud Kipchoge         | Kenia             | 13:18.95 |       |
| 6       | Ali Abdosh             | Etiopia           | 13:19.11 |       |
| 7       | Mohamed Farah          | Wielka Brytania   | 13:19.69 |       |
| 8       | Matthew Tegenkamp      | Stany Zjednoczone | 13:20.23 |       |
| 9       | Vincent Kiprop Chepkok | Kenia             | 13:21.31 |       |
| 10      | Jesús España           | Hiszpania         | 13:22.07 |       |
| 11      | Chakir Boujattaoui     | Maroko            | 13:23.05 |       |
| 12      | Chris Solinsky         | Stany Zjednoczone | 13:25.87 |       |
| 13      | Joseph Ebuya           | Kenia             | 13:39.59 |       |
| 14      | Anis Selmouni          | Maroko            | 13:44.59 |       |
| 15      | Teklemariam Medhin     | Etiopia           | 13:44.65 |       |
| 16      | Collis Birmingham      | Australia         | 13:55.58 |       |

SB = najlepszy wynik zawodnika w sezonie

#### Międzyczasy
| Odcinek | Zawodnik        | Narodowość | Czas     |
| ------- | --------------- | ---------- | -------- |
| 1000m   | Kenenisa Bekele | Etiopia    | 2:54.35  |
| 2000m   | Kenenisa Bekele | Etiopia    | 5:34.17  |
| 3000m   | Kenenisa Bekele | Etiopia    | 8:14.63  |
| 4000m   | Kenenisa Bekele | Etiopia    | 10:52.22 |